# Arc-sous-Montenot
Pour les articles homonymes, voir Arc.
Arc-sous-Montenot est une commune française située dans le département du Doubs, la région culturelle et historique de Franche-Comté et la région administrative Bourgogne-Franche-Comté.

## Géographie

### Climat
Pour des articles plus généraux, voir Climat de la Bourgogne-Franche-Comté et Climat du Doubs.
En 2010, le climat de la commune est de type climat de montagne, selon une étude du Centre national de la recherche scientifique s'appuyant sur une série de données couvrant la période 1971-2000. En 2020, Météo-France publie une typologie des climats de la France métropolitaine dans laquelle la commune est exposée à un climat semi-continental et est dans la région climatique Jura, caractérisée par une forte pluviométrie en toutes saisons (1 000 à 1 500 mm/an), des hivers rigoureux et un ensoleillement médiocre.
Pour la période 1971-2000, la température annuelle moyenne est de 8,3 °C, avec une amplitude thermique annuelle de 16,5 °C. Le cumul annuel moyen de précipitations est de 1 550 mm, avec 13,8 jours de précipitations en janvier et 10,4 jours en juillet. Pour la période 1991-2020, la température moyenne annuelle observée sur la station météorologique de Météo-France la plus proche, « Coulans », sur la commune d'Éternoz à 11 km à vol d'oiseau, est de 10,5 °C et le cumul annuel moyen de précipitations est de 1 259,2 mm. 
La température maximale relevée sur cette station est de 38,7 °C, atteinte le 24 août 2023 ; la température minimale est de −18,9 °C, atteinte le 20 décembre 2009,,.
Les paramètres climatiques de la commune ont été estimés pour le milieu du siècle (2041-2070) selon différents scénarios d'émission de gaz à effet de serre à partir des nouvelles projections climatiques de référence DRIAS-2020. Ils sont consultables sur un site dédié publié par Météo-France en novembre 2022.

## Urbanisme

### Typologie
Au 1er janvier 2024, Arc-sous-Montenot est catégorisée commune rurale à habitat dispersé, selon la nouvelle grille communale de densité à 7 niveaux définie par l'Insee en 2022.
Elle est située hors unité urbaine et hors attraction des villes,.

### Occupation des sols
L'occupation des sols de la commune, telle qu'elle ressort de la base de données européenne d’occupation biophysique des sols Corine Land Cover (CLC), est marquée par l'importance des territoires agricoles (52,4 % en 2018), une proportion identique à celle de 1990 (52,4 %). La répartition détaillée en 2018 est la suivante : 
forêts (42,9 %), prairies (28,7 %), zones agricoles hétérogènes (23,7 %), zones urbanisées (2,5 %), milieux à végétation arbustive et/ou herbacée (2,2 %). L'évolution de l’occupation des sols de la commune et de ses infrastructures peut être observée sur les différentes représentations cartographiques du territoire : la carte de Cassini (XVIIIe siècle), la carte d'état-major (1820-1866) et les cartes ou photos aériennes de l'IGN pour la période actuelle (1950 à aujourd'hui).

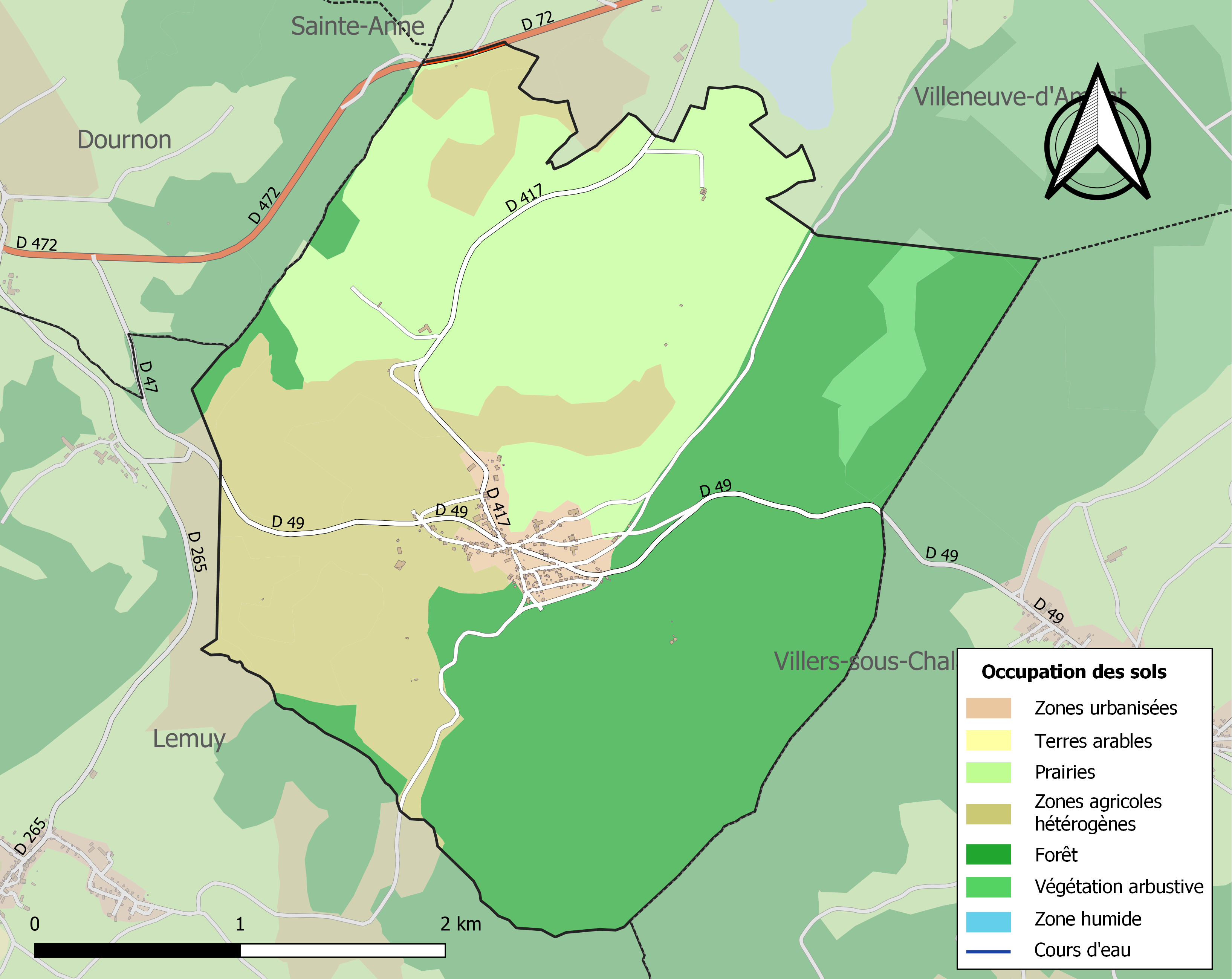
Carte des infrastructures et de l'occupation des sols de la commune en 2018 (CLC).

## Toponymie
Villa de Ars en 1224 ; Air en 1266 ; Arc en 1270.

## Héraldique
| Armoiries d'Arc-sous-Montenot | Les armoiries d'Arc-sous-Montenot se blasonnent ainsi : « De sinople à la bande d'or accompagnée au canton dextre du chef d'une étoile de six rais d'argent » |

## Politique et administration

### Liste des maires
| Période                                  | Période  | Identité        | Étiquette | Qualité      |
| ---------------------------------------- | -------- | --------------- | --------- | ------------ |
| Les données manquantes sont à compléter. |          |                 |           |              |
| 1995                                     | En cours | Patrick Grillon | DVD       | Contremaître |

## Démographie
L'évolution du nombre d'habitants est connue à travers les recensements de la population effectués dans la commune depuis 1793. Pour les communes de moins de 10 000 habitants, une enquête de recensement portant sur toute la population est réalisée tous les cinq ans, les populations de référence des années intermédiaires étant quant à elles estimées par interpolation ou extrapolation. Pour la commune, le premier recensement exhaustif entrant dans le cadre du nouveau dispositif a été réalisé en 2005.

En 2022, la commune comptait 228 habitants, en évolution de +15,15 % par rapport à 2016 (Doubs : +1,88 %, France hors Mayotte : +2,11 %).
| 1793 | 1800 | 1806 | 1821 | 1831 | 1836 | 1841 | 1846 | 1851 |
| ---- | ---- | ---- | ---- | ---- | ---- | ---- | ---- | ---- |
| 218  | 212  | 260  | 294  | 316  | 377  | 370  | 350  | 356  |

| 1856 | 1861 | 1866 | 1872 | 1876 | 1881 | 1886 | 1891 | 1896 |
| ---- | ---- | ---- | ---- | ---- | ---- | ---- | ---- | ---- |
| 322  | 321  | 351  | 304  | 316  | 337  | 303  | 302  | 293  |

| 1901 | 1906 | 1911 | 1921 | 1926 | 1931 | 1936 | 1946 | 1954 |
| ---- | ---- | ---- | ---- | ---- | ---- | ---- | ---- | ---- |
| 309  | 281  | 337  | 333  | 345  | 325  | 301  | 282  | 253  |

| 1962 | 1968 | 1975 | 1982 | 1990 | 1999 | 2005 | 2006 | 2010 |
| ---- | ---- | ---- | ---- | ---- | ---- | ---- | ---- | ---- |
| 223  | 249  | 212  | 232  | 216  | 217  | 230  | 226  | 229  |

| 2015 | 2020 | 2022 | - | - | - | - | - | - |
| ---- | ---- | ---- | - | - | - | - | - | - |
| 207  | 224  | 228  | - | - | - | - | - | - |

## Culture locale et patrimoine

### Lieux et monuments
- Les vestiges du château du Puy de Montenot, détruit par Louis XIV en 1668.
- L'église Saint-Laurent, a été construite en 1837 puis complétée en 1862 pour remplacer un édifice précédent trop petit,  sur les plans du talentueux architecte comtois Alphonse Delacroix (1807-1878). Pour le plan, l'architecte s'est inspiré de l'église du Rédempteur de Venise, chef-d'œuvre du célèbre architecte vénitien Andrea Palladio. Le clocher actuel a hélas été ajouté en 1930 ce qui a dénaturé le clocher initial. Le chœur est surmonté d'un cul-de-four s'appuyant sur 8 colonnes doriques cannelées et décoré de peintures représentant le Christ, Saint-Pierre, Saint-Paul et les 4 Evangélistes. On trouve également dans l'édifice de nombreuses statues anciennes. L'édifice est inscrit, depuis 2018, à l'inventaire des monuments historiques[18].

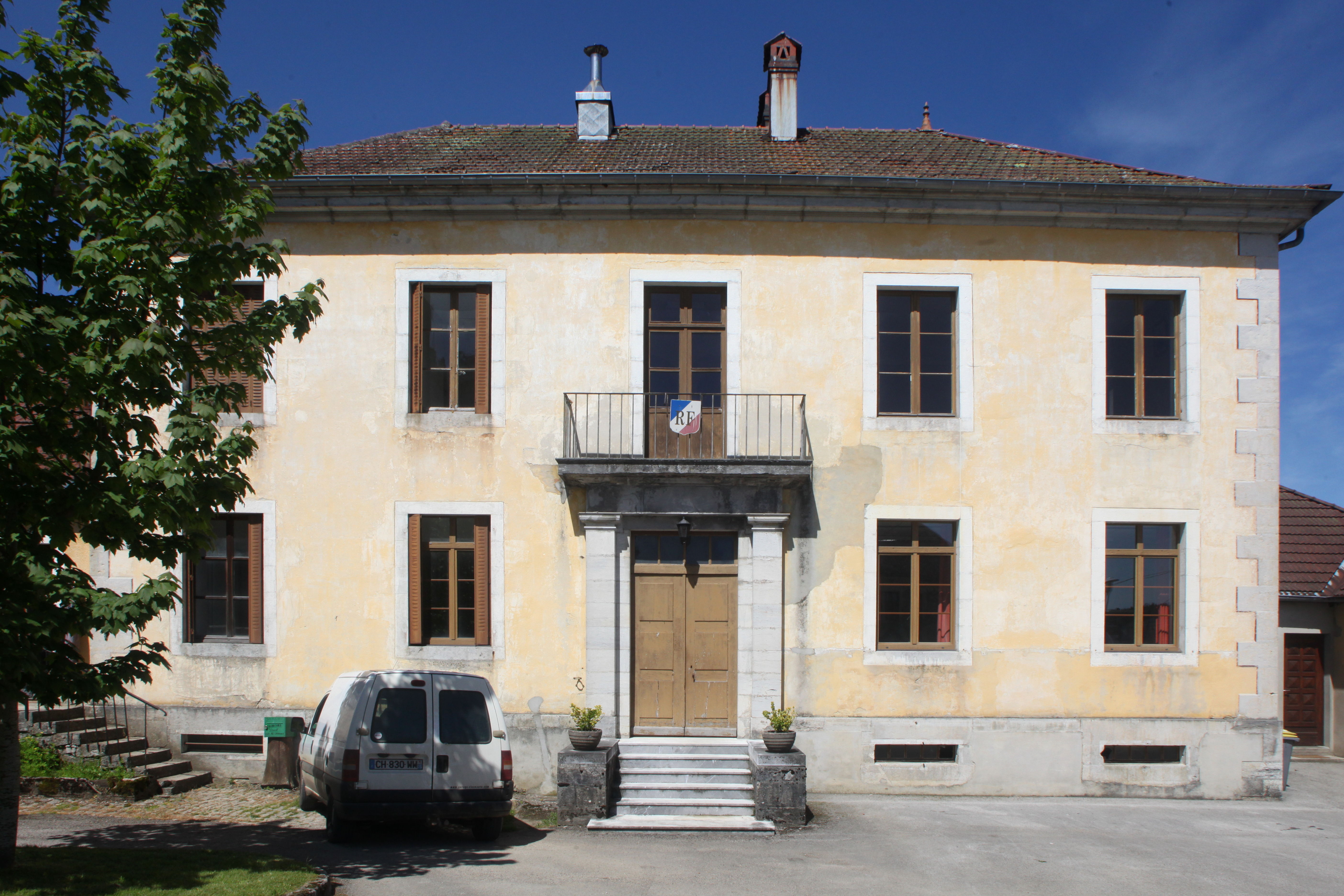
Mairie (ancienne Mairie-école) édifiée elle-aussi sur les plans d'A. Delacroix .
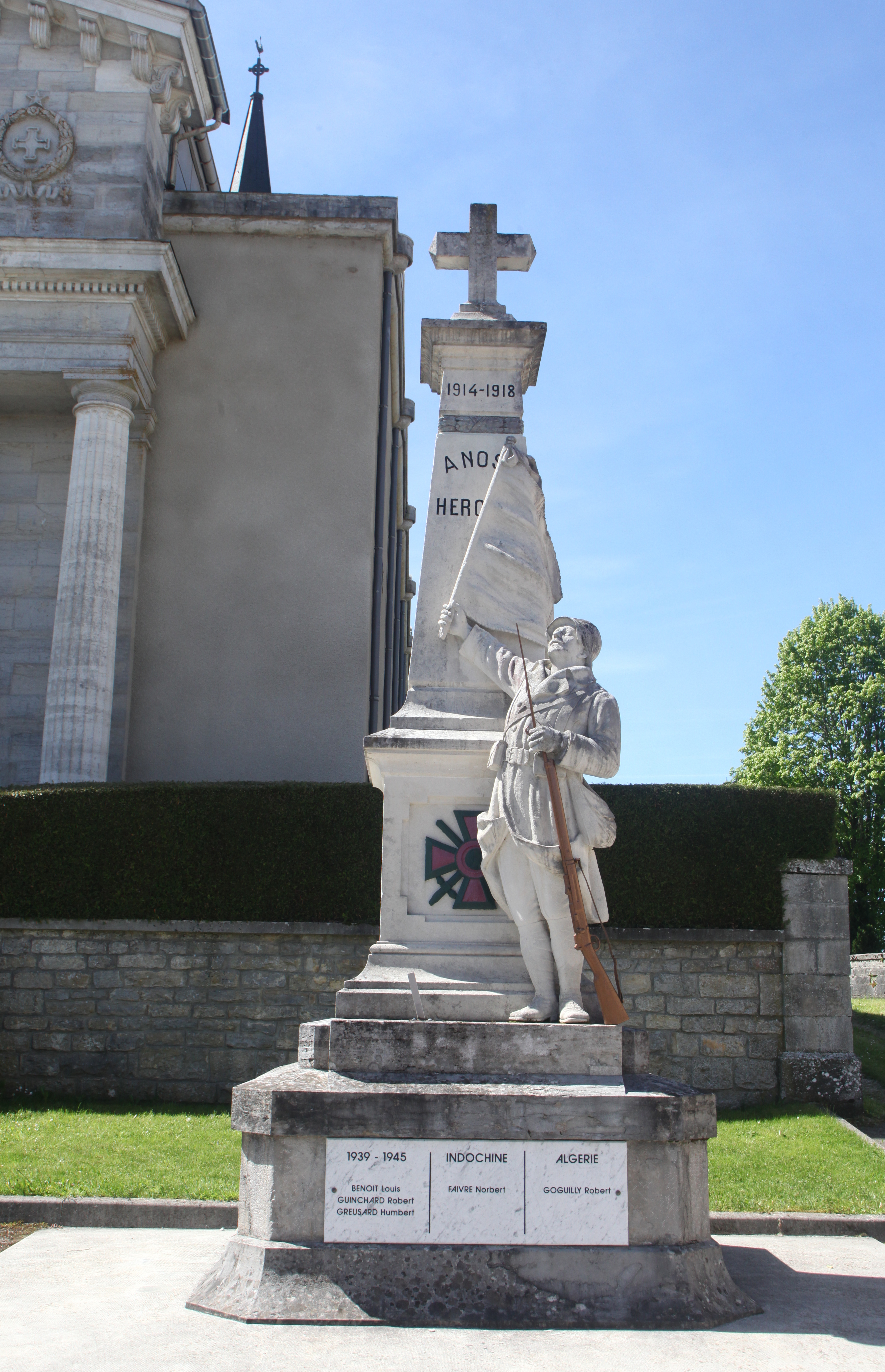
Monument aux morts.
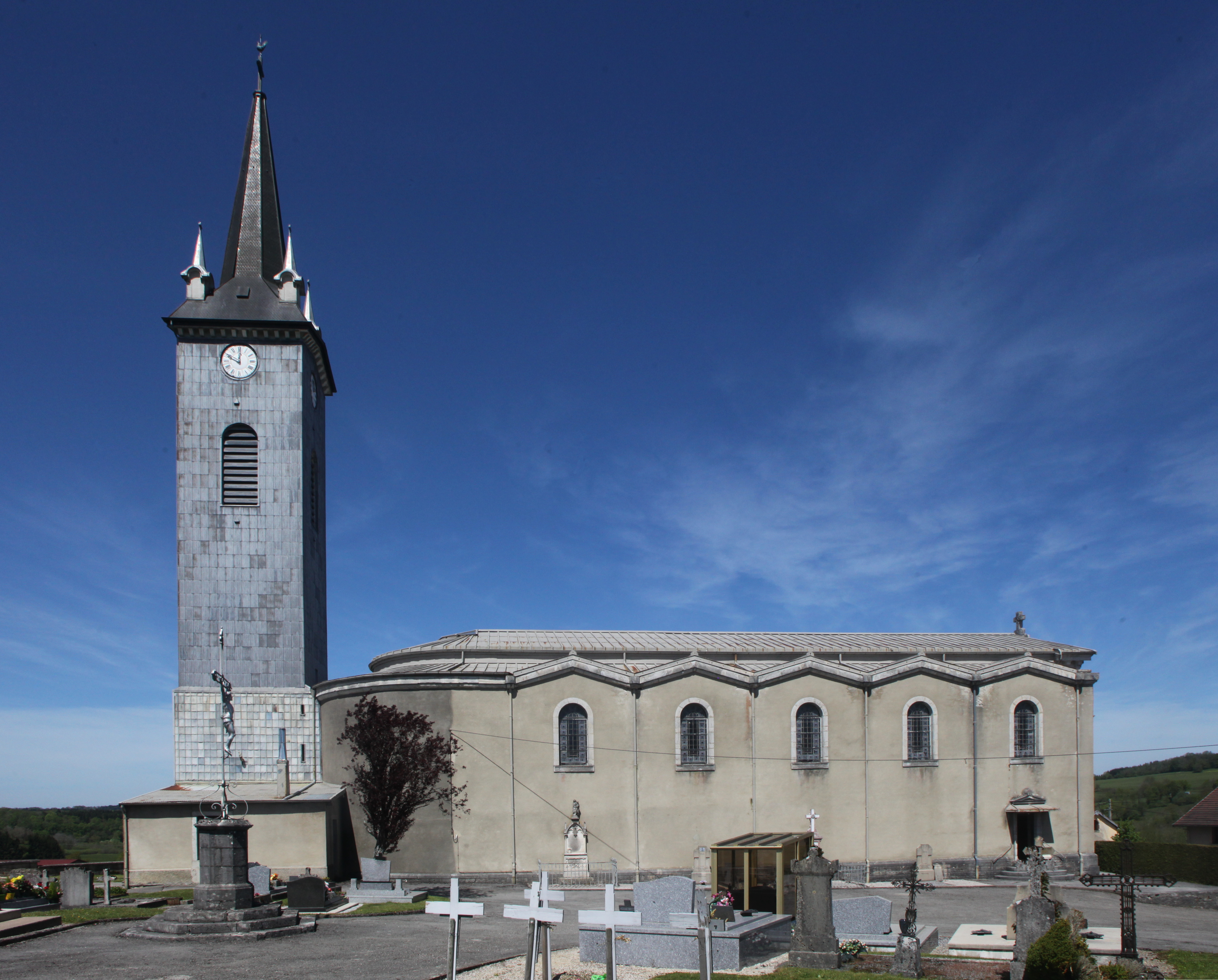
Elévation latérale de l'église.
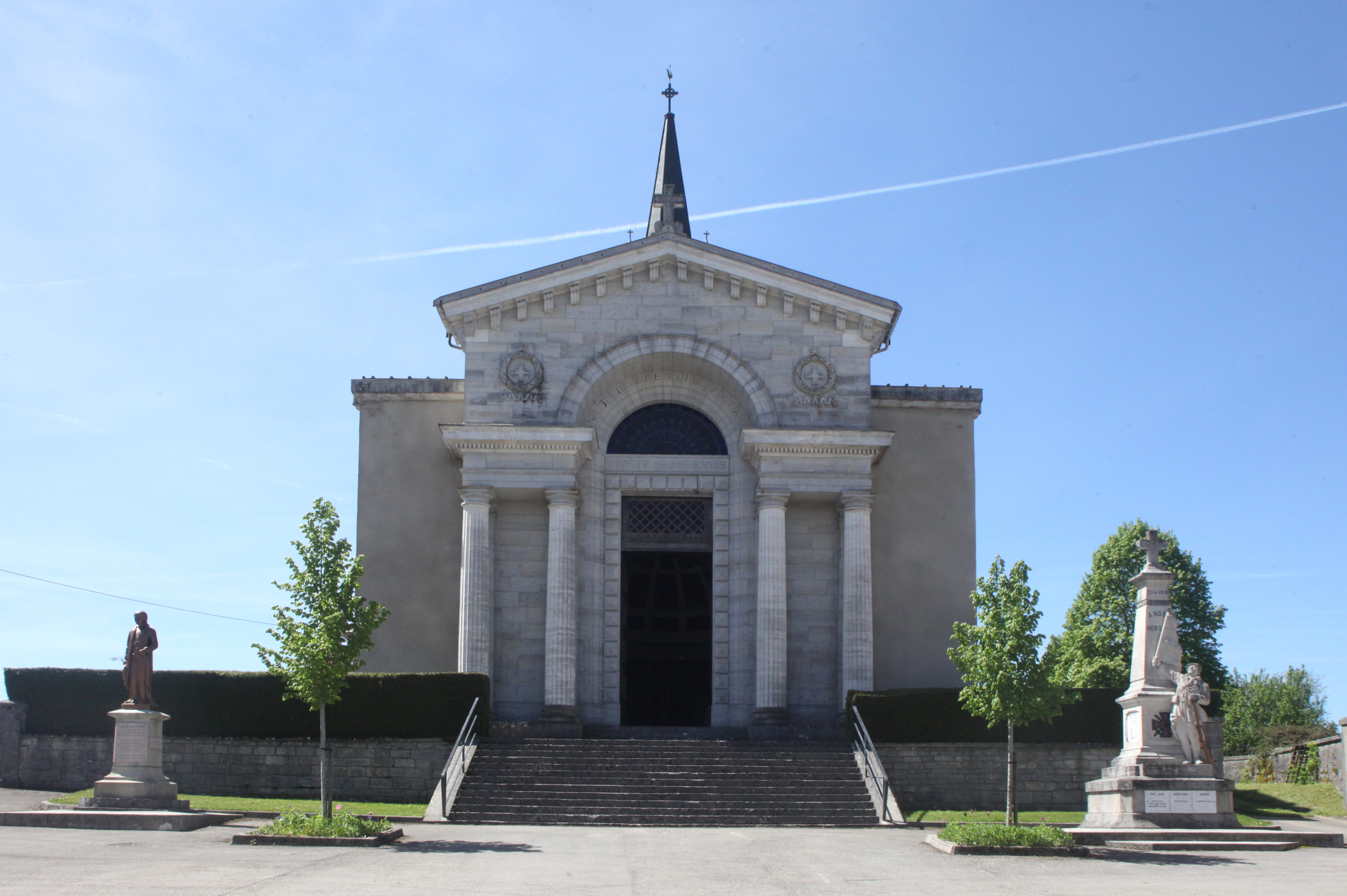
Facaçade principale de l'église avec son portique en serlienne.
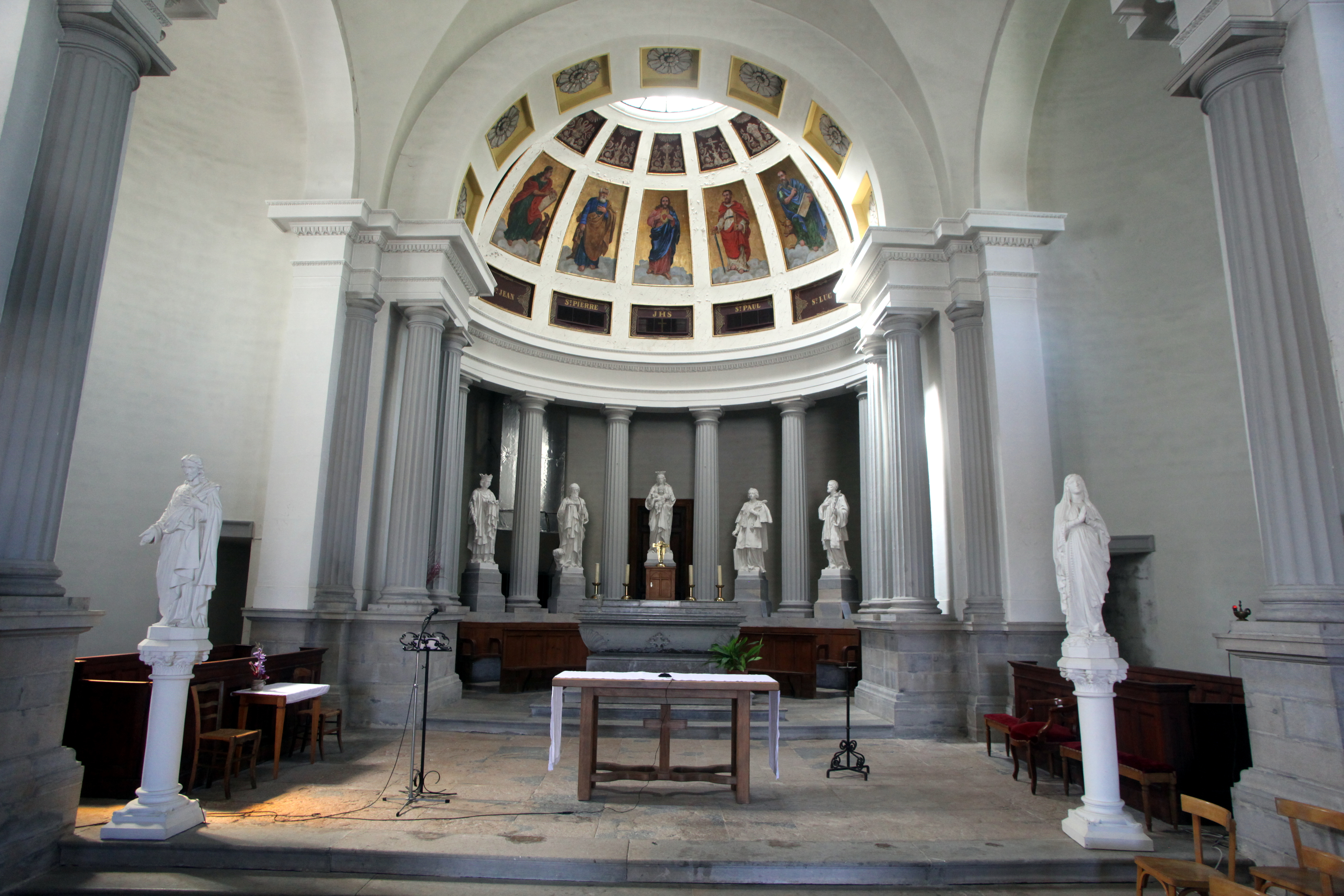
Intérieur de l'église.
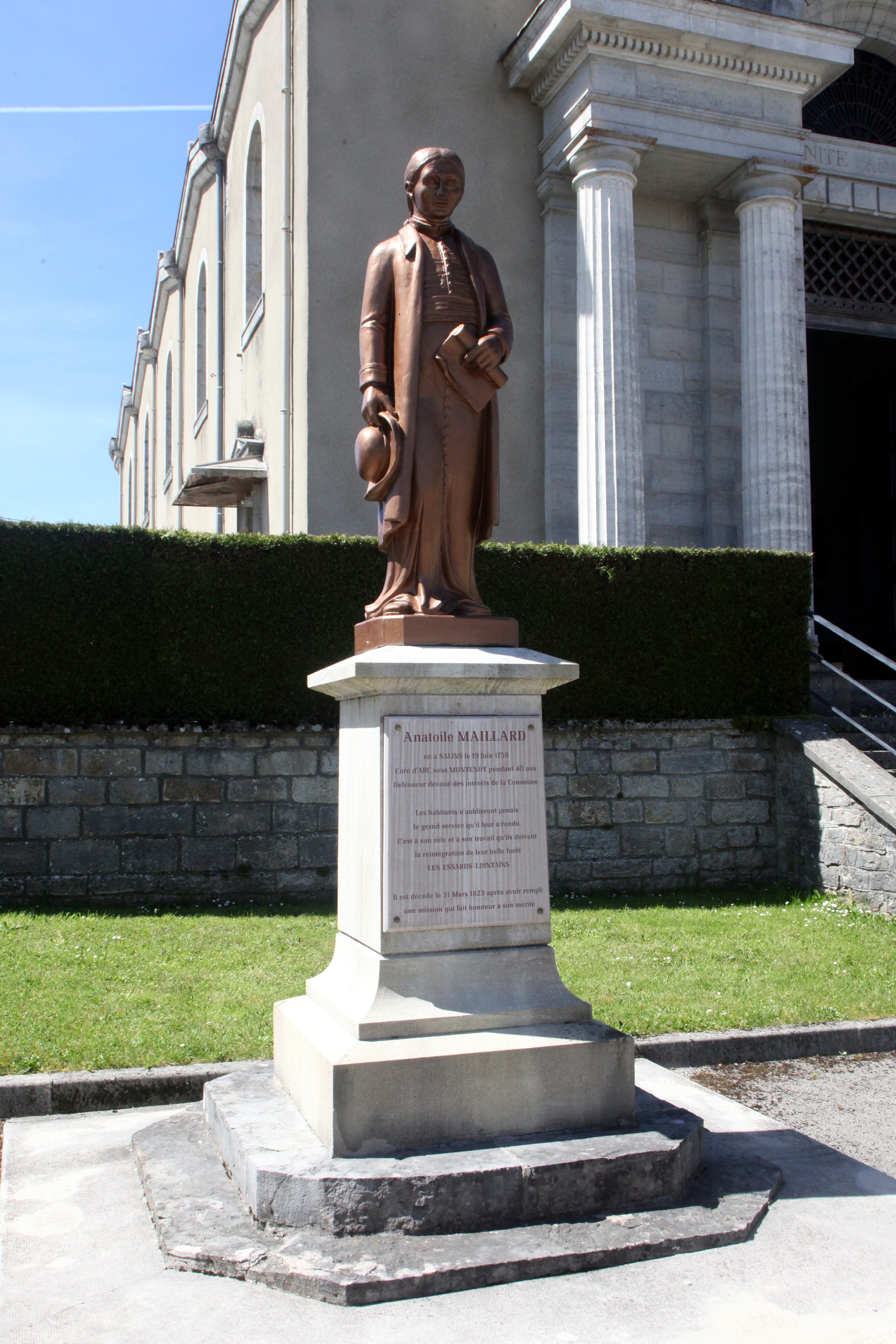
Statue à Anatoile Maillard.